# Peter Dajnko
Peter Dajnko (* 23. April 1787 in Črešnjevci; † 22. Februar 1873 in Velika Nedelja) war ein slowenischer Priester, Autor und Linguist. Er gilt als Erfinder des Dajnko-Alphabets.

## Leben
Peter Dajnko wurde als Kind des Berghold Filip Dajnko (Dainko) und Marija Korošec (Koroschetzin) in dem Dorf Črešnjevci nahe Gornja Radgona in der Habsburgermonarchie geboren. Nach Abschluss der Schule in Maribor studierte er bis 1814 Theologie und Philosophie an der Universität Graz. Im Jahr 1824 veröffentlichte er in seinem Lehrbuch der windischen Sprache ein neues Schriftsystem, das im oststeirisch-slowenischen Dialektgebiet die seit dem späten 16. Jahrhundert gebräuchliche slowenische Variante des lateinischen Alphabets nach Adam Bohorič, die Bohoričica, ersetzen sollte, um seinen Dialekt zu einer Literatursprache zu erheben. Seine Bestrebungen wurden obsolet, als sich die von Ljudevit Gaj propagierte Orthographie (Gajica) durchsetzte.
Peter Dajnko starb 1873 in seiner Heimat, der Untersteiermark.